# 莱萨
莱萨（義大利語：Lesa），是意大利诺瓦拉省的一个市镇。总面积12平方公里，人口2349人，人口密度195.8人/平方公里（2009年）。ISTAT代码为003084。